# Chelon dumerili
Mulet bouri
Espèce
Chelon dumerili, le Mulet bouri, est une espèce de poissons de la famille des Mugilidae qui se rencontre dans tous les milieux depuis l'eau douce jusqu'à l'eau de mer.

## Description
Chelon dumerili peut mesurer jusqu'à 40 cm de longueur totale mais sa taille habituelle est d'environ 18 cm. Cette espèce a la capacité de vivre dans des eaux douces mais également dans des eaux à forte teneur en sels, jusqu'à 97 g/L (delta du Saloum au Sénégal).

## Répartition
Cette espèce de mulets se rencontre dans l'Atlantique est, depuis la Mauritanie jusqu'à l'Afrique du Sud puis, en remontant sur la côte est de l'Afrique, jusqu'à la baie de Maputo au Mozambique dans l'ouest de l'océan Indien.

## Systématique
Le nom valide complet (avec auteur) de ce taxon est Chelon dumerili (Steindachner, 1870).
L'espèce a été initialement classée dans le genre Mugil sous le protonyme Mugil dumerili Steindachner, 1870,.
Une analyse moléculaire montre que ce taxon pourrait être un complexe de deux espèces. Il y aurait ainsi deux lignées, l'une concernant les spécimens de l'Afrique de l'Ouest (et notamment ceux du Sénégal), que les auteurs continuent d'appeler Chelon dumerili, et une autre concernant les populations du sud-est de l'Afrique que les auteurs nomment provisoirement Chelon sp. B.
Ce taxon porte en français le nom vernaculaire ou normalisé suivant : Mulet bouri.
Chelon dumerili a pour synonymes :
- Liza saliens hoefleri Steindachner, 1882
- Liza alosoides Fowler, 1903
- Liza dumerili (Steindachner, 1870)
- Liza dumerilii (Steindachner, 1870)
- Liza hoefleri (Steindachner, 1882)
- Mugil brasiliensis Agassiz, 1831
- Mugil canaliculatus Smith, 1935
- Mugil dumerili Steindachner, 1870
- Mugil hoefleri Steindachner, 1882
- Strializa canaliculata (Smith, 1935)
- Strializa canaliculatus (Smith, 1935)

### Étymologie
Son épithète spécifique, dumerili, lui a été donnée en l'honneur de l'herpétologiste et ichtyologiste français Auguste Duméril (1812-1870) qui a transmis des spécimens d'autres poissons du Sénégal à l'auteur pour étude.

### Publication originale
- (de) Franz Steindachner, « Zur Fischfauna des Senegal », Sitzungsberichte der Kaiserlichen Akademie der Wissenschaften. Mathematisch-naturwissenschaftliche Classe. Abteilung I, vol. 60,‎ 1870, p. 945-995 (ISSN 0371-4810, lire en ligne).